# Cryptocoryneum fasciculatum
Cryptocoryneum fasciculatum är en svampart som beskrevs av Fuckel 1870. Cryptocoryneum fasciculatum ingår i släktet Cryptocoryneum, divisionen sporsäcksvampar och riket svampar.   Inga underarter finns listade i Catalogue of Life.